# Marcedes Lewis
Marcedes Alexis Lewis (geboren am 19. Mai 1984 in Los Alamitos, Kalifornien) ist ein US-amerikanischer American-Football-Spieler auf der Position des Tight Ends. Er spielte College Football für die University of California, Los Angeles. Von 2006 bis 2017 spielte Lewis für die Jacksonville Jaguars. Von 2018 bis 2022 stand er bei den Green Bay Packers unter Vertrag. Seit 2023 spielt Lewis für die Chicago Bears.

## College
Lewis wurde in Los Alamitos, Kalifornien, geboren und besuchte die Long Beach Polytechnic High School in Long Beach, Kalifornien. Ab 2002 ging er auf die University of California, Los Angeles und spielte College Football für die UCLA Bruins. Dort wurde er in seinem zweiten Jahr zum Stammspieler. In der Saison 2005 wurde er in das All-Star-Team der Pacific-10 Conference sowie zum Consensus All-American gewählt und gewann den John Mackey Award als bester Tight End im College Football.

## NFL
Lewis wurde im NFL Draft 2006 an 28. Stelle von den Jacksonville Jaguars ausgewählt. Ab der Saison 2007 war er Starter. In der Saison 2010 fing Lewis 58 Pässe für 700 Yards und zehn Touchdowns. Er wurde in den Pro Bowl gewählt und war damit der erste Tight End der Jaguars, dem das gelang. Nach der Saison 2010 belegten die Jaguars Lewis mit dem Franchise Tag, im August 2011 unterschrieb er einen Fünfjahresvertrag über 35 Millionen US-Dollar. Nach der Saison 2015 verlängerte Lewis im März 2016 seinen Vertrag in Jacksonville um drei weitere Jahre. Nach der Saison 2017 entließen die Jaguars Lewis. Er bestritt in zwölf Saisons 170 Spiele für Jacksonville, in denen er 375 Pässe für 4502 Yards und 33 Touchdowns fing.
Im Mai 2018 unterschrieb Lewis einen Einjahresvertrag bei den Green Bay Packers. Nachdem er in der Saison 2018 kaum eine Rolle in Green Bay spielte, erwog Lewis, seine Karriere zu beenden. Allerdings wurde er ab 2019 in einem erneuerten Offensivsystem wieder zum Starter und setzte seine Laufbahn als Spieler fort. Im März 2021 unterschrieb Lewis für zwei weitere Jahre in Green Bay.
Am 4. August 2023 unterschrieb Lewis einen Einjahresvertrag bei den Chicago Bears. Dort wurde er vorrangig als Blocker eingesetzt und fing vier Pässe für 29 Yards und einen Touchdown. Im Juni 2024 unterschrieb er für ein weiteres Jahr in Chicago.

### NFL-Statistiken
| Saison                             | Team                 | Spiele | Spiele | Receiving | Receiving | Receiving | Receiving | Receiving | Fumbles | Fumbles |
| Saison                             | Team                 | GP     | GS     | Rec       | Yds       | Avg       | Lng       | TD        | Fum     | Lost    |
| ---------------------------------- | -------------------- | ------ | ------ | --------- | --------- | --------- | --------- | --------- | ------- | ------- |
| 2006                               | Jacksonville Jaguars | 15     | 3      | 13        | 126       | 9,7       | 31        | 1         | 0       | 0       |
| 2007                               | Jacksonville Jaguars | 16     | 16     | 37        | 391       | 10,6      | 25        | 2         | 0       | 0       |
| 2008                               | Jacksonville Jaguars | 16     | 16     | 41        | 489       | 11,9      | 30        | 2         | 0       | 0       |
| 2009                               | Jacksonville Jaguars | 15     | 15     | 32        | 518       | 16,2      | 47        | 2         | 1       | 0       |
| 2010                               | Jacksonville Jaguars | 16     | 16     | 58        | 700       | 12,1      | 42        | 10        | 2       | 2       |
| 2011                               | Jacksonville Jaguars | 15     | 15     | 39        | 460       | 11,8      | 62        | 0         | 0       | 0       |
| 2012                               | Jacksonville Jaguars | 16     | 15     | 52        | 540       | 10,4      | 26        | 4         | 0       | 0       |
| 2013                               | Jacksonville Jaguars | 11     | 11     | 25        | 359       | 14,4      | 41        | 4         | 1       | 1       |
| 2014                               | Jacksonville Jaguars | 8      | 8      | 18        | 206       | 11,4      | 63        | 2         | 0       | 0       |
| 2015                               | Jacksonville Jaguars | 8      | 8      | 18        | 206       | 12,5      | 57        | 3         | 0       | 0       |
| 2016                               | Jacksonville Jaguars | 16     | 16     | 16        | 226       | 14,1      | 45        | 0         | 0       | 0       |
| 2017                               | Jacksonville Jaguars | 10     | 10     | 20        | 169       | 8,5       | 37        | 1         | 0       | 0       |
| 2018                               | Green Bay Packers    | 4      | 4      | 3         | 39        | 13,0      | 30        | 0         | 0       | 0       |
| 2019                               | Green Bay Packers    | 16     | 11     | 15        | 156       | 10,4      | 25        | 1         | 0       | 0       |
| 2020                               | Green Bay Packers    | 15     | 15     | 10        | 107       | 10,7      | 36        | 3         | 0       | 0       |
| 2021                               | Green Bay Packers    | 17     | 17     | 23        | 214       | 9,3       | 23        | 0         | 1       | 0       |
| 2022                               | Green Bay Packers    | 17     | 17     | 6         | 66        | 11,0      | 31        | 2         | 0       | 0       |
| 2023                               | Chicago Bears        | 17     | 4      | 4         | 29        | 7,3       | 16        | 1         | 0       | 0       |
| 2024                               | Chicago Bears        | 17     | 4      | 1         | 2         | 2,0       | 2         | 0         | 0       | 0       |
| Total                              | Total                | 285    | 229    | 437       | 5115      | 11,7      | 63        | 40        | 5       | 3       |
| Quelle: pro-football-reference.com |                      |        |        |           |           |           |           |           |         |         |